# محوطه قهج
محوطه قهج مربوط به سده‌های میانه دوران‌های تاریخی پس از اسلام است و در شهرستان شاهرود، بخش بسطام، دهستان خرقان، شرق روستای قهج علیا واقع شده و این اثر در تاریخ ۲۶ اسفند ۱۳۸۶ با شمارهٔ ثبت ۲۲۱۶۱ به‌عنوان یکی از آثار ملی ایران به ثبت رسیده است.